# Завишень (зупинний пункт)
Зави́шень — пасажирська зупинна залізнична платформа Львівської дирекції Львівської залізниці.
Розташована поблизу с. Завишень Сокальський район, Львівської області на лінії Сапіжанка — Ковель між станціями Червоноград (5 км) та Сокаль (3 км).
Станом на грудень 2016 р. на платформі зупиняються приміські поїзди.